# Encyclia betancourtiana
Encyclia betancourtiana är en orkidéart som beskrevs av Germán Carnevali och Ivón Mercedes Ramírez Morillo. Encyclia betancourtiana ingår i släktet Encyclia och familjen orkidéer. Inga underarter finns listade i Catalogue of Life.